# اونیوسا

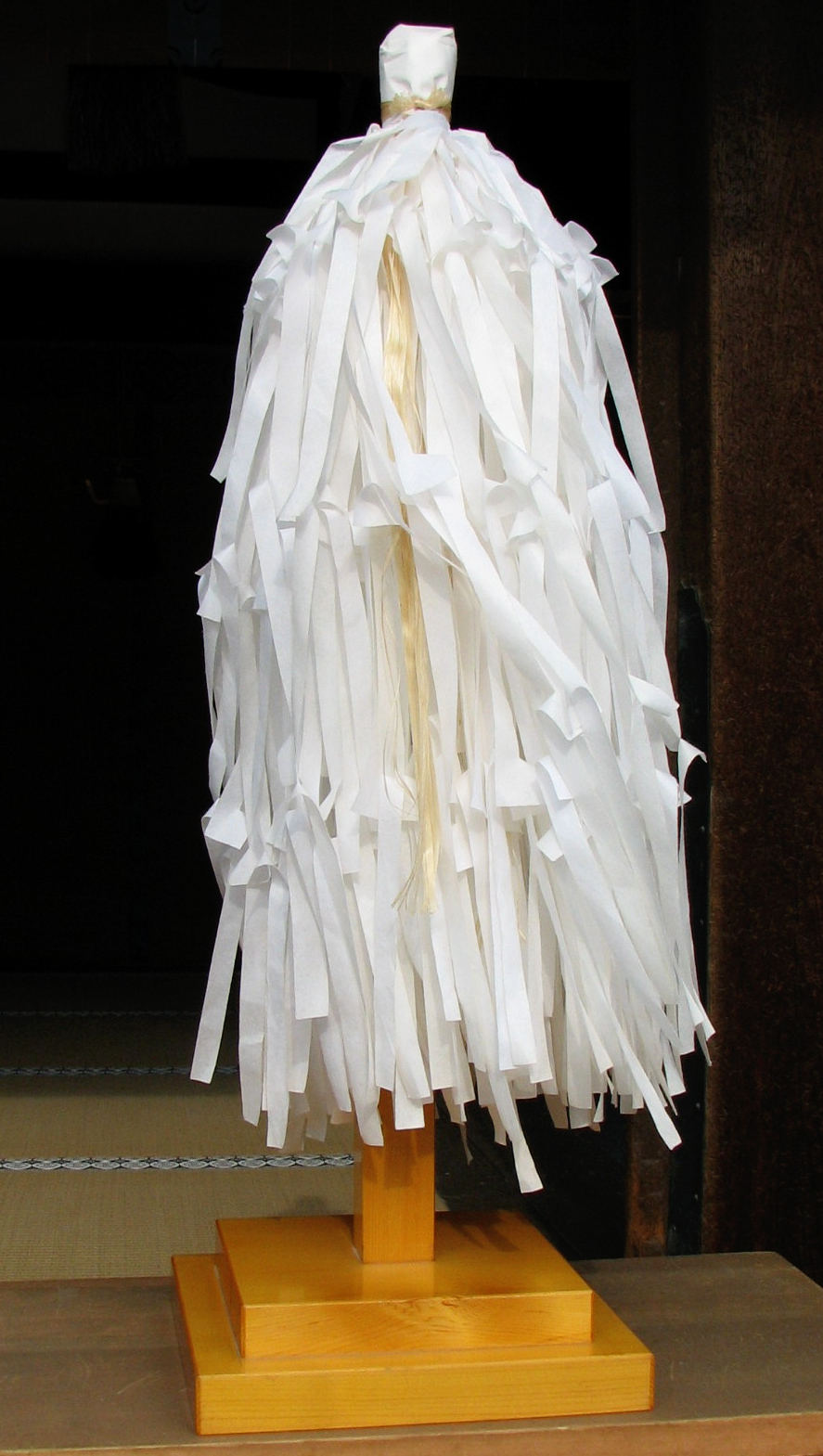
یک او-نیوسا

او-نیوسا (به ژاپنی: 大幣 Ōnusa) یا نیوسا یا چوب‌دستی تطهیر، یک چوب چوبی است که در آیین‌های شینتو استفاده می‌شود. این چوب با شیدهای (کاغذهای زیگزاگ) بسیاری تزئین شده‌است. وقتی شید به ترکه‌ای شش ضلعی یا هشت ضلعی متصل شود، می‌توان آن را هارائه‌گوشی (祓 串) نیز نامید. نیوسا، هنگام انجام آیین طهارت به چپ و راست تکان داده می‌شود. نیوسا را نباید با هاتاکی اشتباه گرفت، که تا حدودی شبیه به هم هستند.
در این آیین روحانی معبد در حالی که روبروی زائر یا شخصی که باید تطهیر شود ایستاده‌است، نیوسا را از روی پایه ای بر آن قرار دارد برمی‌دارد و با آداب خاصی در هوا تکان می‌دهد و روی شانه چپ، و شانه راست، سپس باز هم شانه چپ خود یا شی‌ای که می‌خواهد تطهیر کند قرار می‌دهد. گاهی اوقات به جای این ترکهٔ نیوسا از یک شاخه کوچک درخت مقدس ساکاکی استفاده می‌شود.